# Botanophila setisilva
Botanophila setisilva este o specie de muște din genul Botanophila, familia Anthomyiidae, descrisă de Jin în anul 1983. Conform Catalogue of Life specia Botanophila setisilva nu are subspecii cunoscute.